# Джезаїрлі Ґазі Гасан-паша
Джезаїрлі Ґазі Гасан-паша (тур. Cezayirli Gazi Hasan Paşa, 1713 — 17 березня 1790) — державний та військовий діяч Османської імперії, обіймав посади капудан-паші османського флоту в 1770-1789 роках, великого візира у 1790 році.

## Життєпис
За походженням був грузином. Народився 1713 року в Кахетії. Дитиною був схоплений работоргівцями, куплений Хаджи Осман-агою, турецьким купцем в Текірдагу, в родині якого виховувався. Долучився до яничарів, у складі корпусу брав участь у війні з Російською імперією в 1737—1739 роках.
Згодом перебрався до берберських піратів Алжиру. Звідси походить його прізвисько Джезаїрлі (Алжирець). Через конфлікт з місцевим деєм втік до Неаполя, де вступив на службу до короля Карла VII. У 1759 році супроводжував того до Іспанії, де деякий час мешкав.
1760 року повернувся до Стамбула. Брав участь у російсько-турецькій війні 1768—1774 років. 1770 року в Чесменській битві командував алжирськими суднами, перебуваючи на кораблі «Султан Мустафа». Зміг врятувати підпорядковані йому кораблі від загального знищення. З ними прибув до Стамбула. Призначений капудан-пашею флоту Османської імперії. Змусив росіян залишити свою базу на острові Лемнос. За це отримав почесний титул «Газі».
1773 року створив військово-морську установу Золотий Ріг (згодом відомий як військово-морська академія). Того ж року дістав посаду сераскера. Брав участь у дунайських операціях проти російської армії. 1774 року залишив посаду капудан паші. Але через декілька місяців повернуто на цю посаду. 1775 року блокував місто Акку, чим сприяв її захопленню військами Мухаммад-бея з Єгипту.
З 1780 року займався осучаснення османського флоту, поліпшеню якостей кораблів та команд. У 1786 році за наказом султана Абдул-Гаміда I рушив до Єгипту, де фактичну владу здобули Ісмаїл-бей і Мурад-бей, очільники клану аль-Мухаммадія. В доволі швидкій кампанії завдав тим поразки, відновивши владу султана в цьому еялеті. Потім призначив шейхом аль-баладою Ісмаїл-бея з клану аль-Алавія, зміцнивши вплив серед мамлюків.
За цим планував рушити до Акки задля повалення влади Ахмеда алт-Джаззара, що занадто зміцнився. Проте 1787 року з початком війни з Російською імперією відкликаний на Балкани. Владу бейлербея передав Кекі Абді-паши, але фактичну владу здійснював кетхюда Гасан-паши — Ісмаїл аль-Тарабулсі.
Головним завданням було зняття облоги з фортеці Очаків. Спочатку Гасан-паша дав росіянам на чолі із Олександром Суворовим битву за Кінбурн. Після потужного штурму очільник османів був близький до перемоги. Лише висадка козацького десанту Лиманської флотилії та відмова задунайських козаків, що йшли на допомогу туркам, воювати проти «братів-запорожців» дозволили Суворову переламати ситуацію. У результаті другої атаки, в якій брали участь свіжі резерви, турецькі війська вдалося витіснити з коси і вони, несучи значні втрати, стали евакуюватися на кораблі.
Протягом 1788 року ще раз намагався зняти облогу з Очакова, знищивши російський флот, проте зазнав невдачі. Того ж року в битві біля Фідонісі османський флот на чолі з Гасан-пашею зазнав тяжкої поразки від росіян. Але він ще раз спробував захистити Очаків, проте місто впало.
1 січня 1790 року призначений великим візиром. Став готуватися до нової кампанії. Разом з тим вів перемовини з Григорієм Потьомкіним про укладання миру. Але у березні того ж року помер від хвороби або отруєння.